# Františkův Dvůr
Františkův Dvůr je osada v části Klokočov města Vítkov v okrese Opava. Geograficky se nachází také u vrcholu kopce Horka v pohoří Vítkovská vrchovina v Moravskoslezském kraji v Horním Slezsku.

## Historie a popis
Františkův Dvůr, který se nachází ve výšce cca 597 m n. m., zahrnuje bývalý zámecký velkostatek přeměněný na farmu, blízké okolní obytné domy, vodojem, výsílače a zaniklý břidlicový lom. Velkostatek, který patřil panství Klokočov, je od roku 1953 známý chovem koňských plnokrevníků. Od r. 1963 se zde také chovají chladnokrevníci slezského nordického plemena, kteří sem byli přesunuti z Hořejších Kunčic, kde o jejich chov již nebyl zájem. Chová se zde také skot, ovce, kozy a okrajově i ryby. Je to populární místo agroturistiky s pastvinami ve zvlněné krajině Vítkovské vrchoviny. Během první pozemkové reformy v Československu v roce 1919, došlo k rozparcelování místních pozemků. Část pozemků získali obyvatelé z nedalekého Spálova, kteří zde založili svoji kolonii. Farma, kterou vlastní Vítkovská zemědělská společnost, nabízí za úplatu také ubytování, restauraci, rybolov, jízdárnu, sýrárnu a další služby.

## Další informace
K osadě vede odbočka z modré turistické trasy, která směřuje z Vítkova do Budišova nad Budišovkou.

## Galerie

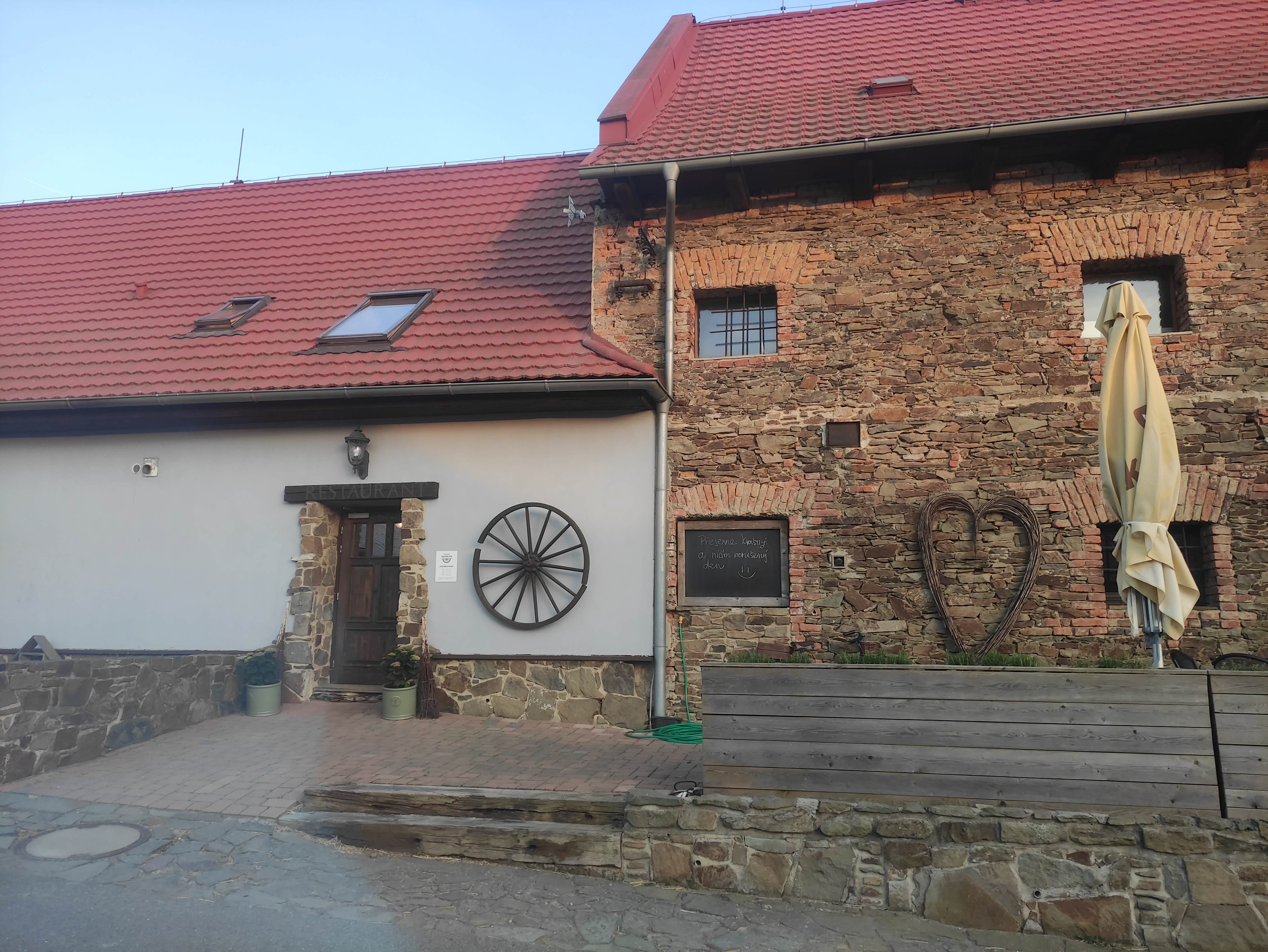
Farma
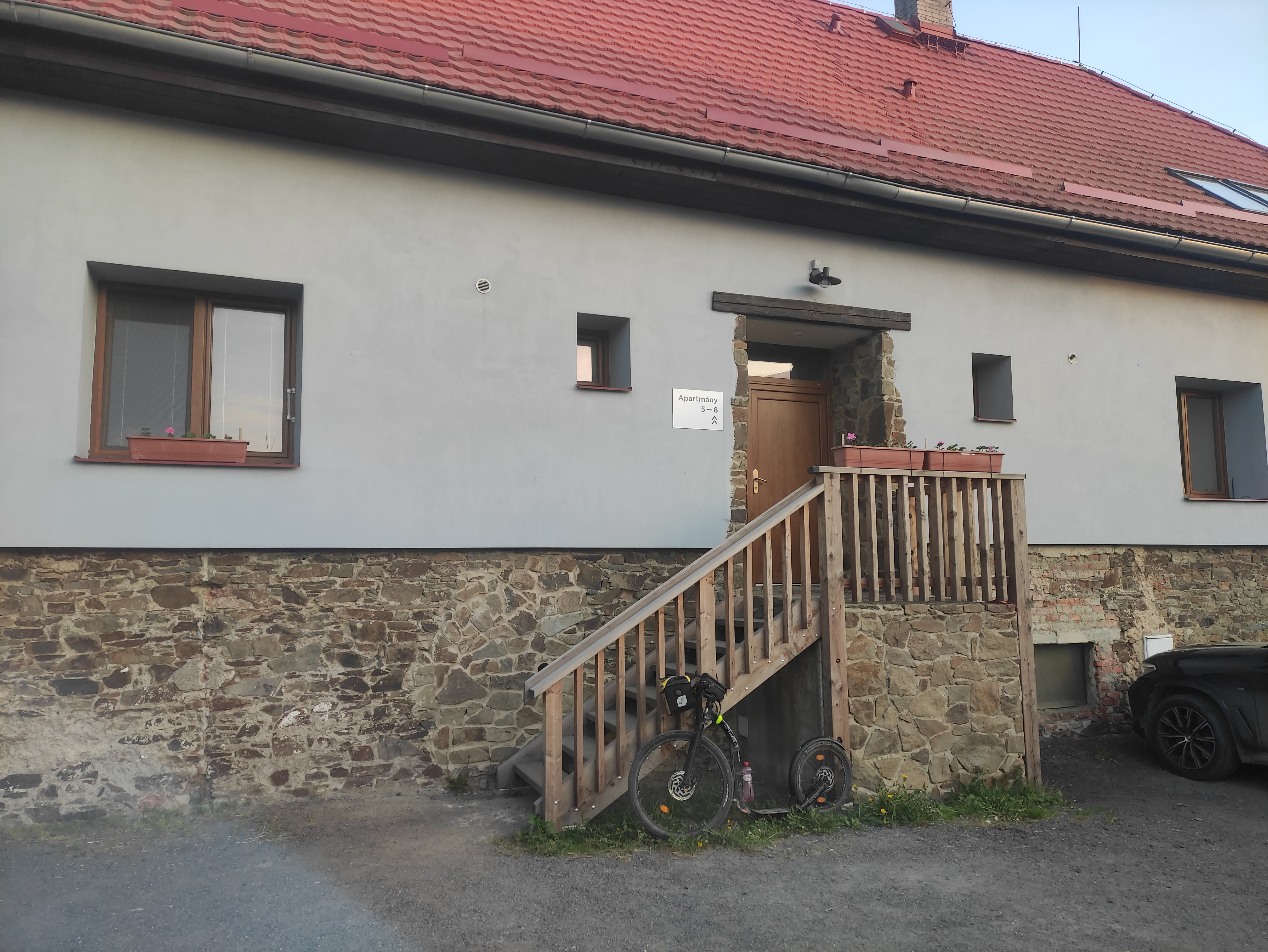
Farma
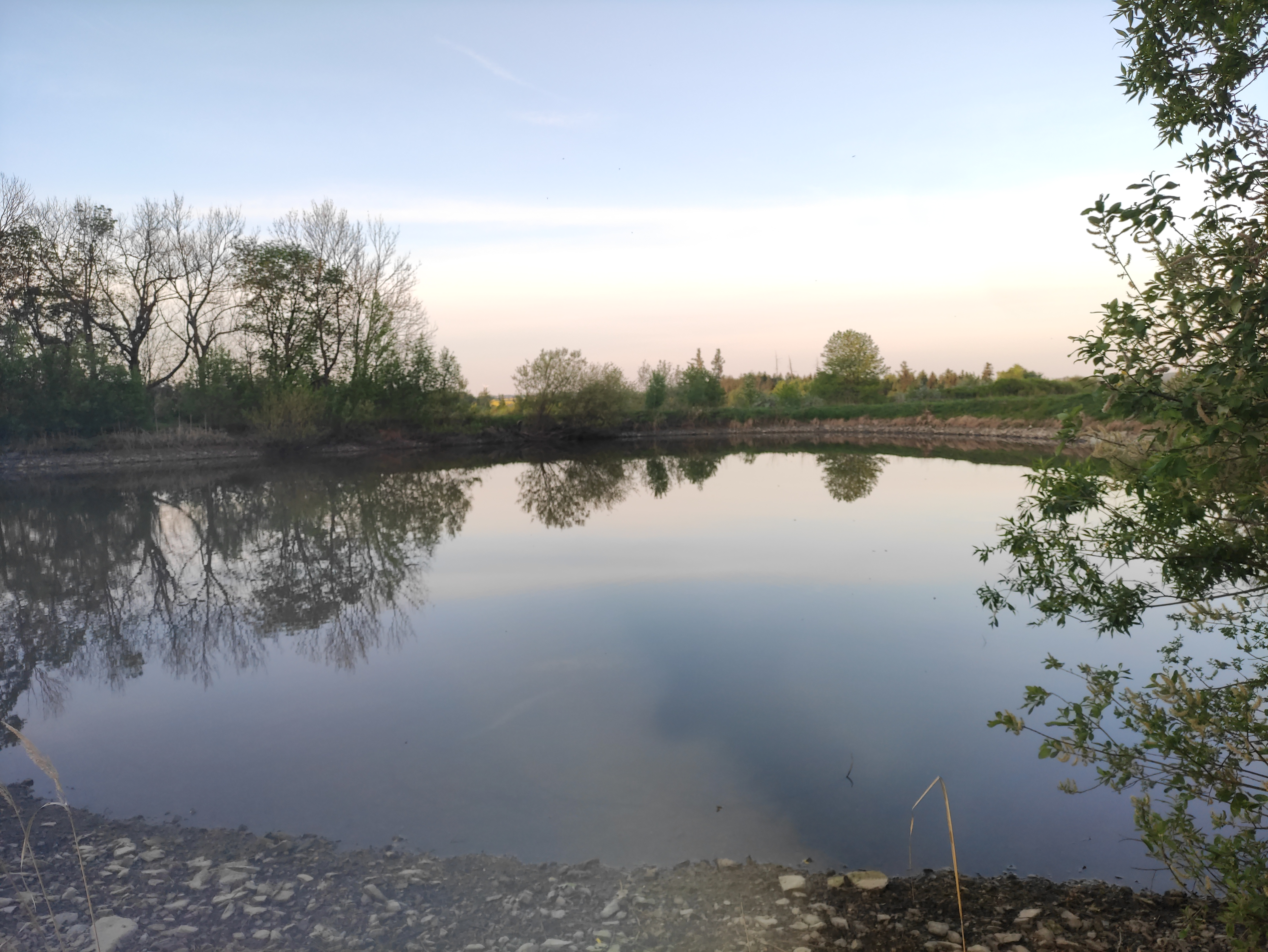
Rybník
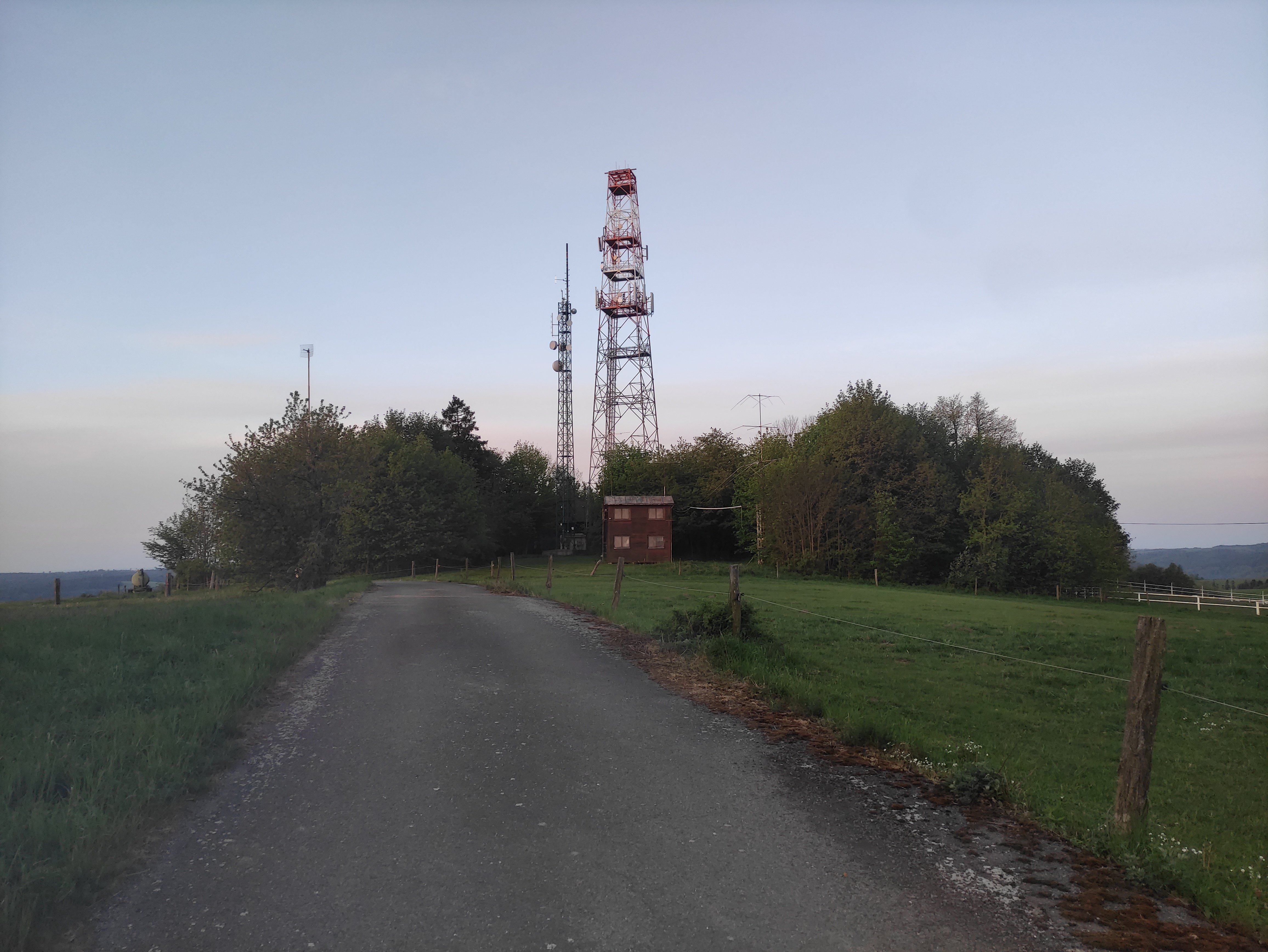
Vysílač
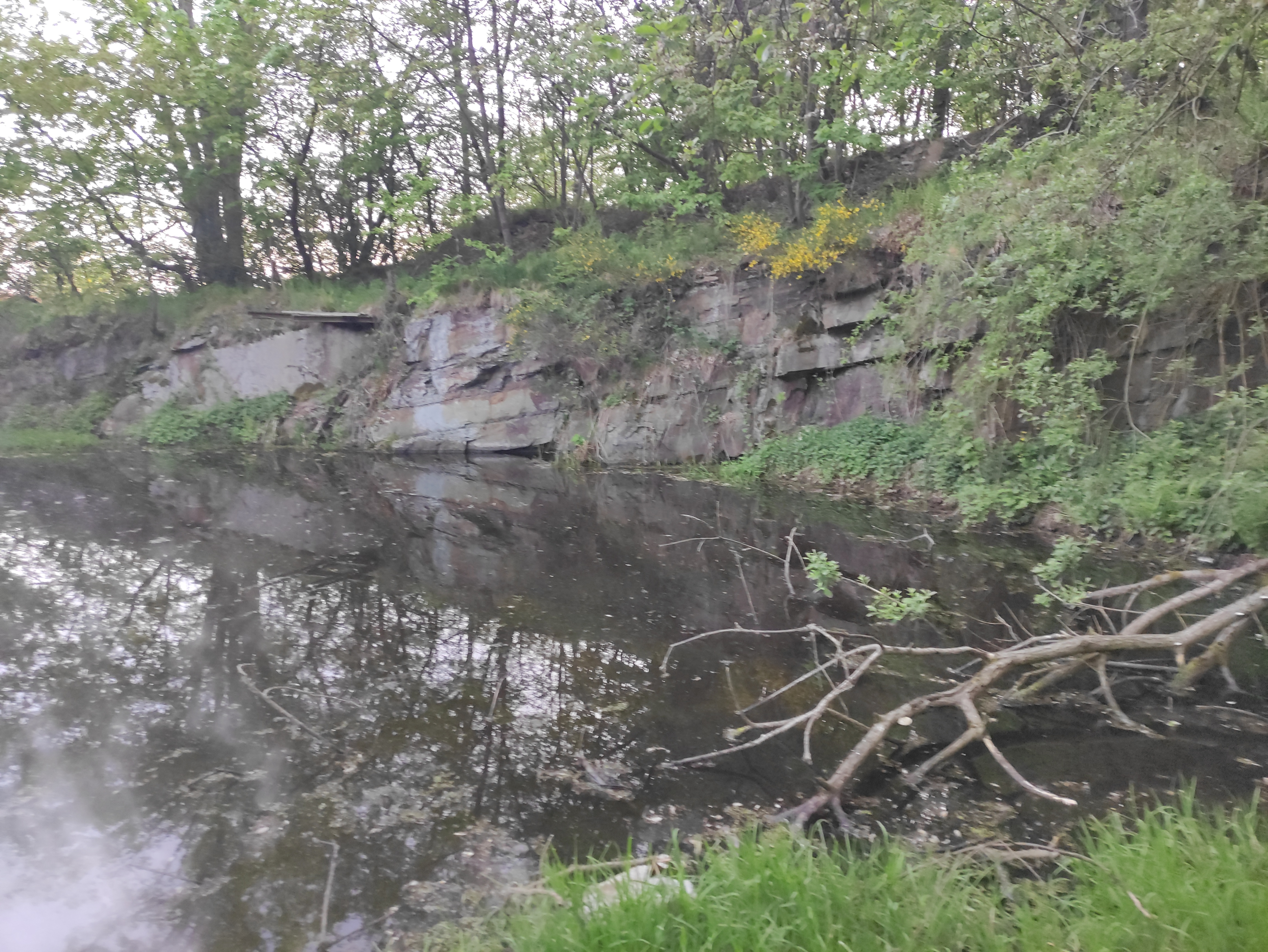
Zaniklý břidlicový lom